# Comité Asesor Nacional para la Aeronáutica
El Comité Asesor Nacional para la Aeronáutica (en inglés: National Advisory Committee for Aeronautics, NACA) fue una agencia federal de Estados Unidos fundada el 3 de marzo de 1915 para emprender, fomentar e institutionalizar las investigaciones aeronáuticas. El 1 de octubre de 1958 se disolvió la agencia, sus recursos y personal formaron el núcleo de la recién creada NASA (National Aeronautics and Space Administration: Administración Nacional de la Aeronáutica y el Espacio).